# Sammallahdenmäki
El lloc funerari de Sammallahdenmäki és un jaciment arqueològic situat al sud-oest de Finlàndia, a la regió de Satakunta i al municipi de Lappi. Es compon de 36 grups funeraris en granit de l'edat de bronze, entre el 1500 aC i 500 aC. El dia 1 de desembre del 1999, la UNESCO va triar el lloc per ser el primer jaciment arqueològic inclòs a la llista finesa del Patrimoni de la Humanitat.